# Campylostachys cernua
Campylostachys cernua ist eine von zwei Arten der Pflanzengattung Campylostachys. Die Gattung gehört zur Familie der Stilbaceae. Sie kommt in Südafrika vor.

## Beschreibung
Campylostachys cernua ist ein Holzknollen bildender, vielstämmiger, kleiner Strauch. Die Laubblätter sind heidekrautartig linealisch, gefurcht und nach vorn spitz. Sie stehen in Wirteln aus vier Blättern und sind weit spreizend. 
Die Blüten stehen in endständigen, leicht herabhängenden, kugelförmigen Ähren. Die Blüten sind aufsitzend und werden von gegenständigen, lanzettlich-spitzen Vorblättern begleitet. Die fünf Kronblätter stehen frei und überlappen sich dachziegelartig. Sie sind unbehaart und klebrig, schmal lanzettlich, nach vorn spitz und kahnförmig. Die Krone ist breit röhrenförmig und besteht aus vier gleichgestaltigen, unbehaarten Kronblättern. Kronröhre und die freistehenden Teile der Kronblätter sind in etwa gleich lang. Im Kronschlund befindet sich ein Ring aus Haaren. Die vier Staubblätter besitzen dorsal fixierte Staubbeutel, die weit über die Krone hinaus stehen. Der Fruchtknoten ist eiförmig-zylindrisch und leicht eingedrückt. Er ist zweifächrig, in jedem Fruchtknotenfach befindet sich basal eine einzige Samenanlage. Der Griffel ist gerade, drehrund und unbehaart.

## Vorkommen und Systematik
Campylostachys cernua kommt in der Westkap-Region Südafrikas vor.
Innerhalb der Gattung Campylostachys wurde bisher Campylostachys cernua als einzige Art anerkannt. 2012 wurde eine weitere Art, Campylostachys helmei J.C.Manning & Goldblatt erstbeschrieben. Sie kommt ebenfalls im Westkap vor.